# Cát Hải (thị trấn)
Cát Hải là một thị trấn thuộc huyện đảo Cát Hải, thành phố Hải Phòng, Việt Nam.

## Địa lý
Thị trấn Cát Hải nằm ở phía Đông Nam đảo Cát Hải, trải dài trên 3 km từ bến Gót đến Cái Vỡ, phía Đông giáp Lạch huyện, phía Tây giáp xã Văn Phong, phía Bắc giáp xã Đồng Bài, phía Nam giáp vịnh Bắc Bộ.
Thị trấn Cát Hải với diện tích tự nhiên: 737,28 ha; gồm 06 tổ dân phố, với 2.404 hộ, 7.740 nhân khẩu. Có vị trí địa lý rất quan trọng, địa bàn có bến tầu thủy, bến phà, hệ thống đường bộ rất thuận lợi cho giao thông qua lại giữa thị trấn với trung tâm huyện và thành phố. Thị trấn Cát Hải còn là trung tâm chính trị, kinh tế, văn hóa, xã hội của khu vực Đảo Cát Hải và huyện với các cơ quan, đơn vị như Ngân hàng, Bệnh viện, Trường học...

## Hành chính
Thị trấn Cát Hải được chia thành các khu: Lục Độ, Lương Năng, Hòa Hy, Đôn Lương, Tiến Lộc và Hải Lộc.